# Метелсдорф
Метелсдорф (њем. Metelsdorf) општина је у њемачкој савезној држави Мекленбург-Западна Померанија. Једно је од 91 општинског средишта округа Нордвестмекленбург. Према процјени из 2010. у општини је живјело 495 становника. Посједује регионалну шифру (AGS) 13058069.

## Географски и демографски подаци
Метелсдорф се налази у савезној држави Мекленбург-Западна Померанија у округу Нордвестмекленбург. Општина се налази на надморској висини од 30 метара. Површина општине износи 8,2 km². У самом мјесту је, према процјени из 2010. године, живјело 495 становника. Просјечна густина становништва износи 61 становника/km².